# Onthakan
Onthakan (อนธการ) é um filme de terror tailandês de 2015 dirigido por Anucha Boonyawatana. Foi exibido na seção Panorama do 65º Festival Internacional de Cinema de Berlim.

## Enredo
Este romance de terror gay conta a história de um adolescente intimidado Tam (Atthaphan Phunsawat) que faz amizade e tem um relacionamento sexual com um misterioso garoto gay Phum (Oabnithi Wiwattanawarang) em uma piscina abandonada e assombrada. O caso deles começa como um romance, mas, mais tarde, muda para um território mais sombrio.

## Elenco
- Oabnithi Wiwattanawarang como Phum
- Atthaphan Phunsawat como Tam
- Duangjai Hirunsri como mãe de Tam
- Panutchai Kittisatima
- Nithiroj Simkamtom